# U-312
U-312 – niemiecki okręt podwodny (U-Boot) typu VII C z okresu II wojny światowej. Okręt wszedł do służby w 1943 roku.

## Historia
Wcielony do 8. Flotylli U-Bootów celem szkolenia załogi, od grudnia 1943 roku kolejno w 6., 11. i 33. Flotylli jako jednostka bojowa. 
U-312 był jednostką przystosowaną do działań w warunkach polarnych. Odbył osiem patroli bojowych, podczas których nie zatopił żadnej jednostki przeciwnika. W grudniu 1944 roku wraz z innymi U-Bootami (U-278, U-297, U-313, U-315, U-737, U-739 i U-1020) uczestniczył w próbie blokady brytyjskiej bazy morskiej w Scapa Flow; operacja zakończyła się klęską, stracono trzy okręty podwodne. Sam U-312 uszkodził ster kierunku podczas wejścia do głównego kotwicowiska bazy i był zmuszony przerwać patrol.
Poddany 9 maja 1945 roku w Narwiku (Norwegia). Przebazowany 19 maja 1945 roku do Loch Eriboll (Szkocja), później do Lisahally (Irlandia Północna). Zatonął 29 listopada 1945 roku podczas holowania do miejsca, w którym miał się stać celem ataków lotniczych w ramach operacji Deadlight.